# Wiaczesław Nowikow
Wiaczesław Nowikow – rosyjski językoznawca, dr hab. nauk humanistycznych, profesor zwyczajny Instytutu Lingwistyki Stosowanej Wydziału Lingwistyki Stosowanej Uniwersytetu Warszawskiego i Katedry Filologii Hiszpańskiej Wydziału Filologicznego Uniwersytetu Łódzkiego.

## Życiorys
Obronił pracę doktorską. 30 maja 1994 habilitował się na Uniwersytecie Łódzkim na podstawie pracy zatytułowanej Evolucion funcional de los esquemas condicionales no reales en el espanol de los Siglos de Oro. 18 października 2002 nadano mu tytuł profesora w zakresie nauk humanistycznych. Pracował w Instytucie Filologii Romańskiej na Wydziale Neofilologii Uniwersytetu im. Adama Mickiewicza w Poznaniu, Wyższej Szkole Studiów Międzynarodowych, w Instytucie Lingwistyki Stosowanej na Wydziale Lingwistyki Stosowanej Uniwersytetu Warszawskiego oraz w Katedrze Filologii Romańskiej na Wydziale Filologicznego Uniwersytetu Łódzkiego.
Objął funkcję profesora zwyczajnego Instytutu Lingwistyki Stosowanej Wydziału Lingwistyki Stosowanej Uniwersytetu Warszawskiego i Katedry Filologii Hiszpańskiej Wydziału Filologicznego Uniwersytetu Łódzkiego.
Piastuje stanowisko kierownika w Katedrze Filologii Hiszpańskiej na Wydziale Filologicznego Uniwersytetu Łódzkiego.